# Gran Premio di Monaco di Formula 3 1989
Il Gran Premio di Monaco di Formula 3 1989 (XXXI Prix de Monte Carlo 1989) fu una gara automobilistica riservata a vetture di Formula 3 che si tenne sul Circuito di Montecarlo il 6 maggio 1989, a supporto del Gran Premio di Formula 1, terza prova del campionato mondiale del 1989.
La vittoria andò al pilota italiano Antonio Tamburini, della Prema Racing, al volante di una Reynard 893-Alfa Romeo.
La gara venne disputata su 24 giri, pari da 79,872 km.

## Piloti e team
| Team                                      | Telaio                  | Nr | Pilota                |
| ----------------------------------------- | ----------------------- | -- | --------------------- |
| Eric Hélary / Oreca                       | Reynard 893-Alfa Romeo  | 1  | Éric Hélary           |
| Prema Racing                              | Reynard 893-Alfa Romeo  | 2  | Antonio Tamburini     |
| Racefax Motorsport                        | Ralt RT33-Volkswagen    | 3  | Alain Menu            |
| Laurent Daumet                            | Dallara F389-Volkswagen | 4  | Laurent Daumet        |
| Erre 3 Racing                             | Ralt RT33-Toyota        | 5  | Alessandro Zanardi    |
| Bongers Motorsport                        | Reynard 893-Volkswagen  | 6  | Michael Bartels       |
| Bongers Motorsport                        | Reynard 893-Volkswagen  | 39 | Daniel Müller         |
| Cellnet Intersport Racing                 | Reynard 893-Toyota      | 7  | Didier Artzet         |
| Cellnet Intersport Racing                 | Reynard 893-Toyota      | 33 | Paul Warwick          |
| Talkland Eddie Jordan Racing              | Reynard 893-Volkswagen  | 8  | Rickard Rydell        |
| Volkswagen Motorsport                     | BSR 389-Volkswagen      | 9  | Frank Krämer          |
| Volkswagen Motorsport                     | BSR 389-Volkswagen      | 10 | Ellen Lohr            |
| Olivier Beretta                           | Dallara F389-Alfa Romeo | 11 | Olivier Beretta       |
| West WTS Racing                           | Reynard 893-Volkswagen  | 12 | Frank Schmickler      |
| Écurie ELF                                | Martini Mk5-Volkswagen  | 14 | Yvan Muller           |
| Bowman Racing / Team Jewson Motorsport    | Ralt RT33-Volkswagen    | 15 | David Brabham         |
| Jean-Pierre Lame                          | Dallara F389-Volkswagen | 16 | Franc Fréon           |
| Forti Corse                               | Dallara F389-Alfa Romeo | 17 | Gianni Morbidelli     |
| Thierry Delubac / Oreca                   | Reynard 893-Alfa Romeo  | 18 | Thierry Delubac       |
| Jean-Marc Gounon / Oreca                  | Reynard 893-Alfa Romeo  | 19 | Jean-Marc Gounon      |
| Giovanni Bonanno                          | Dallara F389-Alfa Romeo | 20 | Giovanni Bonanno      |
| Jérôme Policand / Equipe DG Racing        | Dallara F389-Volkswagen | 21 | Jérôme Policand       |
| Euroteam                                  | Reynard 893-Alfa Romeo  | 22 | Andrea Montermini     |
| Piemme Motors                             | Dallara F389-Volkswagen | 23 | Amato Ferrari         |
| Emanuele Naspetti                         | Dallara F389-Alfa Romeo | 24 | Emanuele Naspetti     |
| RC Motorsport                             | Dallara F389-Alfa Romeo | 25 | Eugenio Visco         |
| Marlboro Dragon Motorsport                | Reynard 893-Toyota      | 26 | Mika Häkkinen         |
| Camel Paul Stewart Racing                 | Reynard 893-Honda       | 27 | Paul Stewart          |
| Camel Paul Stewart Racing                 | Reynard 893-Honda       | 28 | Otto Rensing          |
| Hervé Leclerc / Equipe DG Racing          | Dallara F389-Volkswagen | 29 | Hervé Leclerc         |
| Venturini Racing                          | Dallara F389-Alfa Romeo | 30 | Paolo Coloni          |
| Venturini Racing                          | Dallara F389-Alfa Romeo | 41 | Richard Favero        |
| Écurie ELF Gitanes                        | Dallara F389-Alfa Romeo | 31 | Ludovic Faure         |
| Giovanna Amati / Bennechi Racing          | Dallara F389-Alfa Romeo | 32 | Giovanna Amati        |
| Christophe Hurni / Euroteam               | Reynard 893-Alfa Romeo  | 34 | Christophe Hurni      |
| Monaco Media International / Prema Racing | Reynard 893-Alfa Romeo  | 35 | Jacques Villeneuve    |
| Giovanni Aloi / Vismara Corse             | Dallara F389-Alfa Romeo | 36 | Giovanni Aloi Timeus  |
| Krafft Walzen Team / Team Marko RSM       | Ralt RT33-Alfa Romeo    | 37 | Karl Wendlinger       |
| Roland de Rechniewski / Bowman Racing     | Dallara F389-Alfa Romeo | 38 | Roland de Rechniewski |
| Gustavo Sommi                             | Dallara F389-Alfa Romeo | 40 | Gabriel Néstor Furlán |

## Qualifiche
Alle qualifiche presero parte 38 piloti sui 40 iscritti, ma solo 26 si qualificarono alla gara.

### Risultati
I risultati delle qualifiche furono i seguenti:
| Pos | Nr | Pilota                | Vettura            | Tempo    |
| --- | -- | --------------------- | ------------------ | -------- |
| 1   | 2  | Antonio Tamburini     | Reynard-Alfa Romeo | 1'37"810 |
| 2   | 17 | Gianni Morbidelli     | Dallara-Alfa Romeo | 1'38"256 |
| 3   | 8  | Rickard Rydell        | Reynard-Volkswagen | 1'38"258 |
| 4   | 22 | Andrea Montermini     | Reynard-Alfa Romeo | 1'38"413 |
| 5   | 7  | Didier Artzet         | Reynard-Toyota     | 1'38"636 |
| 6   | 5  | Alessandro Zanardi    | Ralt-Toyota        | 1'38"664 |
| 7   | 20 | Giovanni Bonanno      | Dallara-Alfa Romeo | 1'38"745 |
| 8   | 3  | Alain Menu            | Ralt-Volkswagen    | 1'38"845 |
| 9   | 19 | Jean-Marc Gounon      | Reynard-Alfa Romeo | 1'38"846 |
| 10  | 6  | Michael Bartels       | Reynard-Volkswagen | 1'39"029 |
| 11  | 39 | Daniel Müller         | Reynard-Volkswagen | 1'39"070 |
| 12  | 28 | Otto Rensing          | Reynard-Honda      | 1'39"123 |
| 13  | 15 | David Brabham         | Ralt-Volkswagen    | 1'39"170 |
| 14  | 4  | Laurent Daumet        | Dallara-Volkswagen | 1'39"242 |
| 15  | 25 | Eugenio Visco         | Dallara-Alfa Romeo | 1'39"475 |
| 16  | 26 | Mika Häkkinen         | Reynard-Toyota     | 1'39"659 |
| 17  | 18 | Thierry Delubac       | Reynard-Alfa Romeo | 1'39"797 |
| 18  | 14 | Yvan Muller           | Martini-Volkswagen | 1'39"833 |
| 19  | 40 | Gabriel Néstor Furlán | Dallara-Alfa Romeo | 1'40"024 |
| 20  | 33 | Paul Warwick          | Reynard-Toyota     | 1'40"310 |
| 21  | 23 | Amato Ferrari         | Dallara-Volkswagen | 1'40"320 |
| 22  | 10 | Ellen Lohr            | BSR-Volkswagen     | 1'40"436 |
| 23  | 36 | Giovanni Aloi Timeus  | Dallara-Alfa Romeo | 1'40"482 |
| 24  | 27 | Paul Stewart          | Reynard-Honda      | 1'40"492 |
| 25  | 12 | Frank Schmickler      | Reynard-Volkswagen | 1'40"534 |
| 26  | 11 | Olivier Beretta       | Dallara-Alfa Romeo | 1'40"581 |
| 27  | 1  | Éric Hélary           | Reynard-Alfa Romeo | 1'40"679 |
| 28  | 31 | Ludovic Faure         | Dallara-Alfa Romeo | 1'40"035 |
| 29  | 30 | Paolo Coloni          | Dallara-Alfa Romeo | 1'40"985 |
| 30  | 38 | Roland de Rechniewski | Dallara-Volkswagen | 1'41"083 |
| 31  | 21 | Jérôme Policand       | Dallara-Volkswagen | 1'41"149 |
| 32  | 35 | Jacques Villeneuve    | Reynard-Alfa Romeo | 1'41"274 |
| 33  | 29 | Hervé Leclerc         | Dallara-Volkswagen | 1'41"378 |
| 34  | 41 | Richard Favero        | Dallara-Alfa Romeo | 1'41"870 |
| 35  | 9  | Frank Krämer          | BSR-Volkswagen     | 1'41"982 |
| 36  | 37 | Karl Wendlinger       | Ralt-Alfa Romeo    | 1'41"984 |
| 37  | 32 | Giovanna Amati        | Dallara-Alfa Romeo | 1'42"323 |
| 38  | 34 | Christophe Hurni      | Reynard-Alfa Romeo | 1'43"984 |

## Gara

### Risultati
I risultati della gara furono i seguenti:
| Pos                                      | Nr | Pilota                | Vettura            | Giri | Tempo/Ritiro        | Griglia |
| ---------------------------------------- | -- | --------------------- | ------------------ | ---- | ------------------- | ------- |
| 1                                        | 2  | Antonio Tamburini     | Reynard-Alfa Romeo | 24   | 39'52"930           | 1       |
| 2                                        | 22 | Andrea Montermini     | Reynard-Alfa Romeo | 24   | + 1"019             | 4       |
| 3                                        | 8  | Rickard Rydell        | Reynard-Volkswagen | 24   | + 6"167             | 3       |
| 4                                        | 17 | Gianni Morbidelli     | Dallara-Alfa Romeo | 24   | + 7"749             | 2       |
| 5                                        | 7  | Didier Artzet         | Reynard-Toyota     | 24   | +8"049              | 5       |
| 6                                        | 3  | Alain Menu            | Ralt-Volkswagen    | 24   | +10"904             | 8       |
| 7                                        | 20 | Giovanni Bonanno      | Dallara-Alfa Romeo | 24   | +22"592             | 7       |
| 8                                        | 28 | Otto Rensing          | Reynard-Honda      | 24   | +27"455             | 12      |
| 9                                        | 15 | David Brabham         | Ralt-Volkswagen    | 24   | +28"170             | 13      |
| 10                                       | 39 | Daniel Müller         | Reynard-Volkswagen | 24   | +40"822             | 11      |
| 11                                       | 40 | Gabriel Néstor Furlán | Dallara-Alfa Romeo | 24   | +59"668             | 19      |
| 12                                       | 14 | Yvan Muller           | Martini-Volkswagen | 24   | +1'03"316           | 18      |
| 13                                       | 18 | Thierry Delubac       | Reynard-Alfa Romeo | 24   | +1'08"275           | 17      |
| 14                                       | 23 | Amato Ferrari         | Dallara-Volkswagen | 24   | +1'12"695           | 21      |
| 15                                       | 11 | Olivier Beretta       | Dallara-Alfa Romeo | 24   | +1'20"191           | 26      |
| 16                                       | 26 | Mika Häkkinen         | Reynard-Toyota     | 24   | +1'23"279           | 16      |
| 17                                       | 27 | Paul Stewart          | Reynard-Honda      | 24   | +1'26"169           | 24      |
| 18                                       | 33 | Paul Warwick          | Reynard-Toyota     | 23   | +1 giro             | 20      |
| 19                                       | 19 | Jean-Marc Gounon      | Reynard-Alfa Romeo | 21   | Testacoda           | 9       |
| Rit                                      | 10 | Ellen Lohr            | BSR-Volkswagen     | 19   | Testacoda           | 22      |
| Rit                                      | 4  | Laurent Daumet        | Dallara-Volkswagen | 15   | Incidente           | 14      |
| Rit                                      | 36 | Giovanni Aloi Timeus  | Dallara-Alfa Romeo | 14   | Incidente           | 23      |
| Rit                                      | 6  | Michael Bartels       | Reynard-Volkswagen | 14   | Incidente           | 10      |
| Rit                                      | 5  | Alessandro Zanardi    | Ralt-Toyota        | 9    | Cambio              | 6       |
| Rit                                      | 12 | Frank Schmickler      | Reynard-Volkswagen | 7    | Pompa della benzina | 25      |
| Rit                                      | 25 | Eugenio Visco         | Dallara-Alfa Romeo | 3    | Motore              | 15      |
| NQ                                       | 1  | Éric Hélary           | Reynard-Alfa Romeo |      |                     |         |
| NQ                                       | 31 | Ludovic Faure         | Dallara-Alfa Romeo |      |                     |         |
| NQ                                       | 30 | Paolo Coloni          | Dallara-Alfa Romeo |      |                     |         |
| NQ                                       | 38 | Roland de Rechniewski | Dallara-Volkswagen |      |                     |         |
| NQ                                       | 21 | Jérôme Policand       | Dallara-Volkswagen |      |                     |         |
| NQ                                       | 35 | Jacques Villeneuve    | Reynard-Alfa Romeo |      |                     |         |
| NQ                                       | 29 | Hervé Leclerc         | Dallara-Volkswagen |      |                     |         |
| NQ                                       | 41 | Richard Favero        | Dallara-Alfa Romeo |      |                     |         |
| NQ                                       | 9  | Frank Krämer          | BSR-Volkswagen     |      |                     |         |
| NQ                                       | 37 | Karl Wendlinger       | Ralt-Alfa Romeo    |      |                     |         |
| NQ                                       | 32 | Giovanna Amati        | Dallara-Alfa Romeo |      |                     |         |
| NQ                                       | 34 | Christophe Hurni      | Reynard-Alfa Romeo |      |                     |         |
| NA                                       | 16 | Franc Fréon           | Dallara-Alfa Romeo |      |                     |         |
| NA                                       | 24 | Emanuele Naspetti     | Dallara-Alfa Romeo |      |                     |         |
| Giro veloce: Andrea Montermini, 1'38"554 |    |                       |                    |      |                     |         |